# Секретёв, Пётр Тимофеевич
Пётр Тимофеевич Секретёв (Секретов) (1782—1832) — донской казак, полковник, герой войн против Наполеона.

## Биография
Родился в 1782 году, происходил из дворян Донского казачьего войска, станицы Нижне-Чирской.
В военную службу вступил 1 января 1802 года казаком в один из Донских казачьих полков. 15 июля 1805 года произведён в урядники, 4 марта 1810 года — в хорунжие и 10 октября того же года — в сотники.
В этом последнем чине он принимал участие в отражении нашествия Наполеона в Россию и последующих Заграничных походах 1813 и 1814 годов. За отличия он 11 марта 1813 был награждён золотой саблей с надписью «За храбрость» и 16 марта того же года произведён в есаулы Донского казачьего полка Иловайского 11-го.
Отличился в сражении при Бауцене. 20 октября 1813 года есаул Секретёв был награждён орденом св. Георгия 4-й степени (№ 2734 по кавалерскому списку Григоровича — Степанова)
За отличие в сражении с французами при Гальберштадте.
Вскоре он был произведён в войсковые старшины. Среди прочих наград за отличия против Наполеоновских войск Секретёв имел ордена св. Анны 4-й степени, св. Анны 2-й степени и св. Владимира 4-й степени.
13 июня 1824 года Секретёв был произведён в подполковники, однако вскоре отставлен от службы и ему назначено следствие «по бытности его во 2-м Донском начальстве заседателем за отдачу преступников Брехова и Килтыкова, обличившихся в краже на поручительство и прочих». По Высочайшему манифесту от 22 августа 1826 года следствие в отношении Секретёва было прекращено и он вернулся на службу.
Будучи командиром Донского казачьего своего имени полка Секретёв принимал участие в русско-турецкой войне 1828—1829 годов, причём 14 февраля 1829 года за отличие был произведён в полковники. В 1831 году он находился в походе против восставших поляков.
Скончался в 1832 году.